# Musik

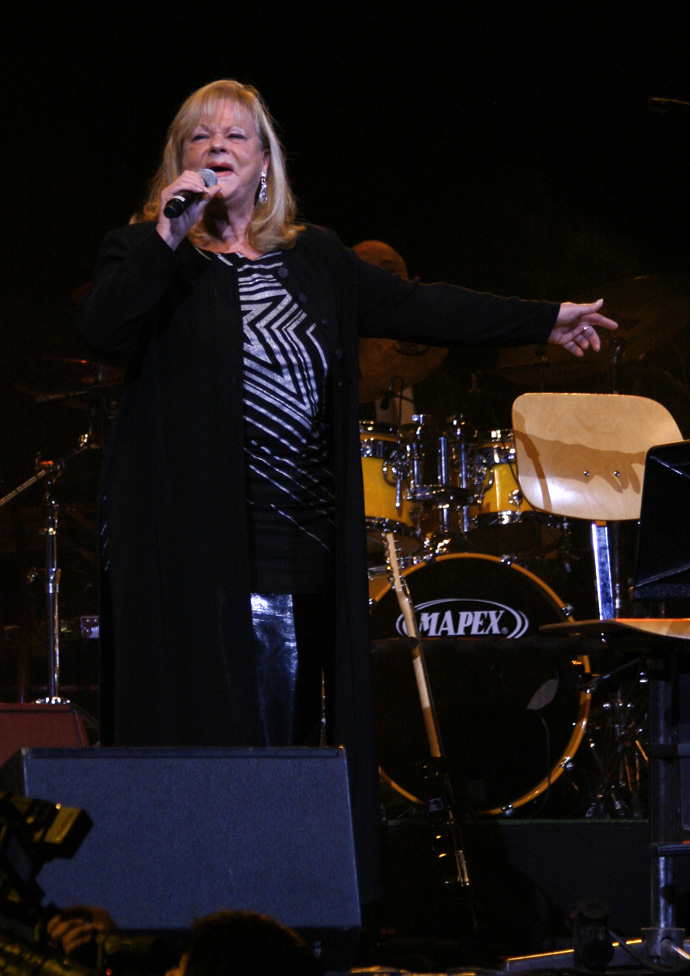
Marianne Mendt, intérprete de la canción, en 2008.

«Musik» —[muˈziːk]; en español: «Música»— es una canción compuesta por Richard Schönherz y Manuel Rigoni e interpretada en vienés, un dialecto alemán, por Marianne Mendt. Se lanzó como sencillo en 1971 mediante Columbia. Fue elegida para representar a Austria en el Festival de la Canción de Eurovisión de 1971 mediante la elección interna de la emisora austríaca ORF.

## Festival de la Canción de Eurovisión 1967
Esta canción fue la representación austríaca en el Festival de Eurovisión 1971. La orquesta fue dirigida por Robert Opratko.
La canción fue interpretada primera en la noche del 3 de abril de 1971 por Marianne Mendt, seguida por Malta con Joe Grech interpretando «Marija l-Maltija». Al final de las votaciones, la canción había recibido 66 puntos, y quedó en 16º puesto de un total de 18.
Fue sucedida como representación austríaca en el Festival de 1972 por Milestones con «Falter im Wind».

## Formatos
| Alemania, Austria y España - Disco de vinilo 7" |               |          |  |
| N.º                                             | Título        | Duración |  |
| 1.                                              | «Musik»       | 2:46     |  |
| 2.                                              | «I hob di...» | 2:26     |  |

## Créditos
- Marianne Mendt: voz
- Richard Schönherz: composición, letra
- Manuel Rigoni: composición, letra
- Columbia: compañía discográfica

Fuente:

## Historial de lanzamiento
| Región   | Fecha | Formato                    | Discográfica | Ref.   |
| -------- | ----- | -------------------------- | ------------ | ------ |
| Austria  | 1967  | Disco de vinilo 7", 45 RPM | Columbia     | [ 1 ]  |
| Alemania | 1967  | Disco de vinilo 7", 45 RPM | Columbia     | [ 9 ]  |
| España   | 1967  | Disco de vinilo 7", 45 RPM | Columbia     | [ 10 ] |